# Madden NFL
Madden NFL er et computerspil lavet af Electronic Arts, og første gang udgivet i 1988 til Apple II, Commodore 64 og DOS under titlen John Madden Football.
Spillet er en "amerikansk fodbold-simulator", og minder meget om FIFA og andre sportsspil. Spillet er opkaldt efter, den legendariske træner og kommentator John Madden.
Der kommer også, ligesom til de andre sportsspil en ny opdateret version hvert år. Med nye spillere trænere

## Overblik over spillet
Spillet indeholder holdene fra NFL og alle spillere på disse, plus eventuelle free agents (kontrakt frie) spillere. Spillet indeholder også nogle få europæiske hold og spillere.
I de første udgaver af Madden, kunne man kun vælge en spillemåde. Den hed "Franchise-mode". Den går ud på, at man er træner for et hold, som man selv vælger. Ugen op til kampene skal man så sætte hold, og evt. træne spillerne.
Når det så bliver tid til kamp, kalder man selv spillene, og styrer selv spilleren som er i besiddelse af bolden.
Man har også indflydelse på køb/salg af spillere.
I 2006 udgaven af Madden, blev den såkaldte "Superstar-mode" introduceret. I denne spillemåde skaber man sin egen spiller. Derefter bliver man draftet af et NFL hold. Man skal derefter øge sin status, og ændre sin rolle på holdet, dels igennem sit spil i kampene, dels gennem interviews. Man optjener "indflydelsespoint" i kampene. Dem kan man så, alt efter hvilke roller man har spillet sig til, bruge til at hæve ens medspilleres kvalifikationer, eller sænke modstanderens.
Spillet er ligeledes blevet sat i forbindelse med en "forbandelse" kaldet "Madden forbandelsen" da den spiller der optræder på coveret for en ny version af spillet ender med at pådrage sig en skade i den kommende sæson. Hvert år er det en ny spiller der udvælges til at være på coveret.[kilde mangler]